# یوروکوپتر ئی‌سی۷۲۵
یوروکوپتر ئی‌ سی۷۲۵ (به انگلیسی: Eurocopter EC725) یک بالگرد ساختِ کارخانهٔ ایرباس هلیکوپترز است. نخستین استفاده‌کنندهٔ این بالگرد نیروهای مسلح فرانسه بوده‌است. این بالگرد برای نخستین بار در ۲۷ نوامبر ۲۰۰۰ میلادی مورد استفاده قرار گرفت.